# 33584 Austinkatzer
33584 Austinkatzer è un asteroide della fascia principale. Scoperto nel 1999, presenta un'orbita caratterizzata da un semiasse maggiore pari a 2,4283847 UA e da un'eccentricità di 0,0833463, inclinata di 5,57965° rispetto all'eclittica.